# Adams revben
Adams revben (originaltitel: Adam's Rib) är en amerikansk romantisk komedifilm från 1949 i regi av George Cukor, med Spencer Tracy och Katharine Hepburn i huvudrollerna. Judy Holliday gjorde i denna film sin första större roll. Musiken komponerades av Miklós Rózsa, förutom sången "Farewell, Amanda", som är skriven av Cole Porter. Filmen nominerades för en Oscar för bästa originalmanus.

## Handling
Adam (Spencer Tracy) och Amanda Bonner (Katharine Hepburn) är gifta med varandra och båda två är jurister. En kvinna försöker döda sin make och Adam, en av stadens åklagare, får fallet. Men när Amanda bestämmer sig för att bli kvinnans försvarsadvokat går saker och ting snabbt över styr.

## Om filmen
Adams revben har visats i SVT, bland annat 1987, 2004, 2005 och i juli 2025.

## Rollista
- Spencer Tracy – Adam Bonner
- Katharine Hepburn – Amanda Bonner
- Judy Holliday – Doris Attinger
- Tom Ewell – Warren Attinger
- David Wayne – Kip Lurie
- Jean Hagen – Beryl Caighn
- Hope Emerson – Olympia La Pere
- Eve March – Grace
- Clarence Kolb – Judge Reiser
- Emerson Treacy – Jules Frikke
- Polly Moran – Mrs. McGrath
- Will Wright – Judge Marcasson
- Elizabeth Flournoy – Dr. Margaret Brodeigh